# LS-Aロケット
LS-Aロケットとは科学技術庁研究調整局航空宇宙課宇宙開発室（後の科学技術庁宇宙開発推進本部、宇宙開発事業団、宇宙航空研究開発機構）が開発した技術試験用の2段式ロケットである。本項では発展型であるLS-Bロケットについても記述する。

## 概要
1961年に高度100kmに到達可能な液体燃料観測ロケットとして委託試作が開始された。当時既にカッパロケットが既に運用されており、この用途に液体ロケットを用いるのはオーバースペックだという意見もあったが、将来の実用衛星打ち上げロケットに使う液体ロケットエンジンの先行研究という目的もあり、この方式をとることとなった。射場としては防衛庁の新島試験場が用いられた。当初は防衛庁の施設を借用することに対して強い反対意見もあったが、最終的には「国民の税金によって作られた施設を利用するのは当然」という意見が大勢を占め、現地視察の後、新島試験場の使用が決定された。
LSは第2段が液体（英語: Liquid）ロケット、第1段が固体（英語: Solid）ロケットであることを意味する。

## 構成・諸元
第1段に固体ロケット、第2段には酸化剤として硝酸を用い、燃料としてケロシンを用いる液体ロケットを使用した2段式の構成をもつ。第1段は東京大学生産技術研究所SR班の固体燃料ロケットで実績のあるプリンス自動車、第2段は秋水や防衛庁の液体ロケット研究で実績のある三菱造船が製造を担当した。
当初第1段は東大で開発済みのロケットモータを使用する計画であったが、その交渉に手間取ったため1機目の飛翔実験に間に合わず、推進剤を減らした上段（サステーナ）のみを単段式ロケットとして実験を行った。
| 諸元           | 諸元               | 諸元          |
| -------------- | ------------------ | ------------- |
| 全長           | 7.553m             | 7.553m        |
| 全備質量       | 765kg              | 765kg         |
| ペイロード     | 40kg               | 40kg          |
| 段数           | 第1段              | 第2段         |
| 各段全長       | 3.008m             | 4.545m        |
| 直径           | 350mm              | 300mm         |
| 各段点火時質量 | 765kg              | 290kg         |
| 推進薬         | 過安系コンポジット | 硝酸/ケロシン |
| 推進薬質量     | 300kg              | 140kg         |
| 平均推力       | 6tf                | 1tf           |
| 比推力         | 217s               | 195s          |
| 燃焼時間       | 10s                | 25s           |
| 燃焼圧         | 45kg/cm2           | 20kg/cm2      |
| 質量比         | 1.65               | 1.93          |

## 飛翔実績
| 号番           | 飛翔日時(JST) | 飛翔日時(JST) | 飛翔日時(JST) | 場所       | 目的 | 成否 | 備考                                                                 |
| -------------- | ------------- | ------------- | ------------- | ---------- | --- | ---- | -------------------------------------------------------------------- |
| LS-Aサステーナ | 1963年        | 8月10日       | 12:17         | 新島試験場 | 液体ロケットエンジンの性能確認、ノーズコーンの分離機構確認及び回収、搭載機器作動状況確認、飛しょう性能確認 | 失敗 | 点火数秒後に突風に煽られ点検用開口部のクラックが急速に成長し空中分解 |
| LS-A1号機      | 1964年        | 7月22日       | 11:50         | 新島試験場 | 液体ロケットエンジンの性能確認                                                                             | 成功 |                                                                      |
| LS-A2号機      | 1964年        | 7月22日       | 17:55         | 新島試験場 | 液体ロケットエンジンの性能確認                                                                             | 成功 |                                                                      |
| LS-A3号機      | 1965年        | 11月22日      | 15:35         | 新島試験場 | 液体ロケットエンジンの飛翔性能試験                                                                         | 成功 |                                                                      |

## LS-Bロケット
LS-Aロケットの大型化を目的として1962年から開発されたもの。第2段液体燃料ロケットのみが試作され、1964年にエンジン組み合わせ燃焼試験が行われた。この地上燃焼試験をもってLS-Bロケットの開発は終了した。後にLS-Cロケットの2段目として流用されたと推定される。
主要諸元一覧
- 全長 : 7.6m
- 直径 : 520 mm
- 全備質量 : 1,434 kg
- 平均推力 : 3.5tf
- 燃焼時間 : 50 s